# 小牧羊女 (1891年)
《小牧羊女》（法文：Petite Bergère；英文：Little Shepherdess）是法国画家威廉·阿道夫·布格罗创作于1891年的一幅油画。现私人收藏。

## 类似作品
- 牧羊女 (1889年)
- 年轻的牧羊女 (1868年)
- 年轻的牧羊女 (1885年)